# Satz von Fubini
Der Satz von Fubini ist ein Satz in der Integralrechnung. Er gibt an, unter welchen Bedingungen und wie man mehrdimensionale Integrale mit Hilfe von eindimensionalen Integralen ausrechnen kann. Erstmals wurde dieser Satz 1907 von Guido Fubini (1879–1943) bewiesen.

## Beschreibung
Mit Hilfe des Riemann-Integrals oder des Lebesgue-Integrals kann man die Integration von Funktionen über mehrdimensionale Gebiete definieren. Das Problem hierbei ist, dass diese Integrale über einen Grenzwert mit Hilfe einer Zerlegung des Gebiets in kleine Teile definiert sind. Diese ergibt allerdings keine nützliche, konstruktive Methode, um solche Integrale zu berechnen. Bei eindimensionalen Integralen kann man diese Grenzwertbildung vermeiden, wenn sich zu der zu integrierenden Funktion eine Stammfunktion finden lässt (Hauptsatz der Differential- und Integralrechnung).
Mit Hilfe des Satzes von Fubini können nun mehrdimensionale Integrale auf eindimensionale zurückgeführt werden, welche wiederum mit Hilfe einer Stammfunktion (sofern bekannt) berechnet werden können. Der Satz sagt zudem aus, dass die Reihenfolge der eindimensionalen Integrationen keine Rolle spielt. Dieser Trick ist in naiver Weise (vor einer exakten Definition der Integrationsrechnung) schon im 16. Jahrhundert verwendet worden und ist im Spezialfall von Volumenberechnungen unter dem Prinzip von Cavalieri bekannt.

## Satz von Fubini für das Riemann-Integral
Sei {\displaystyle f\colon [a,b]\times [c,d]\to \mathbb {R} } stetig.
Dann ist {\displaystyle F\colon [c,d]\to \mathbb {R} } mit {\displaystyle F(y):=\int _{a}^{b}f(x,y)\,\mathrm {d} x} stetig und es gilt
{\displaystyle \int _{c}^{d}F(y)\,\mathrm {d} y=\int _{c}^{d}\int _{a}^{b}f(x,y)\,\mathrm {d} x\,\mathrm {d} y=\int _{a}^{b}\int _{c}^{d}f(x,y)\,\mathrm {d} y\,\mathrm {d} x=\int \limits _{[a,b]\times [c,d]}f(x,y)\,\mathrm {d} (x,y)}.

## Satz von Fubini für das Lebesgue-Integral
Seien {\displaystyle (\Omega _{1},{\mathcal {A}}_{1},\mu _{1})} und {\displaystyle (\Omega _{2},{\mathcal {A}}_{2},\mu _{2})} zwei {\displaystyle \sigma }-endliche Maßräume und {\displaystyle f\colon \Omega _{1}\times \Omega _{2}\to \mathbb {R} } eine messbare Funktion, die bezüglich des Produktmaßes {\displaystyle \mathrm {\mu } _{1}\otimes \mu _{2}} integrierbar ist, das heißt, es gelte
{\displaystyle \;\int \limits _{\Omega _{1}\times \Omega _{2}}|f|\,\mathrm {d} (\mu _{1}\otimes \mu _{2})<\infty \ }
oder es gelte {\displaystyle f\geq 0} fast überall.
Dann ist für fast alle {\displaystyle y} die Funktion
{\displaystyle x\mapsto f(x,y)}
und für fast alle {\displaystyle x} die Funktion
{\displaystyle y\mapsto f(x,y)}
integrierbar bzw. nichtnegativ.
Man kann deshalb die durch Integration nach {\displaystyle y} beziehungsweise {\displaystyle x}
definierten Funktionen
{\displaystyle x\mapsto \int \limits _{\Omega _{2}}f(x,y)~\mathrm {d} \mu _{2}(y)}
{\displaystyle y\mapsto \int \limits _{\Omega _{1}}f(x,y)~\mathrm {d} \mu _{1}(x)}
betrachten. Diese sind auch integrierbar bzw. nichtnegativ und es gilt
{\displaystyle \;\int \limits _{\Omega _{1}\times \Omega _{2}}f~\mathrm {d} (\mu _{1}\otimes \mu _{2})=\int \limits _{\Omega _{2}}^{}\int \limits _{\Omega _{1}}^{}f(x,y)~\mathrm {d} \mu _{1}(x)~\mathrm {d} \mu _{2}(y)=\int \limits _{\Omega _{1}}^{}\int \limits _{\Omega _{2}}^{}f(x,y)~\mathrm {d} \mu _{2}(y)~\mathrm {d} \mu _{1}(x).}

## Satz von Tonelli (auch Satz von Fubini-Tonelli)
Eine nützliche Variante dieses letzten Satzes ist der Satz von Tonelli. Hier wird die Integrierbarkeit bezüglich des Produktmaßes als Voraussetzung nicht benötigt. Es reicht, dass für {\displaystyle |f|} die iterierten Integrale existieren:
Sei {\displaystyle f(x,y)} eine reelle messbare Funktion wie oben. Falls eines der beiden iterierten Integrale
{\displaystyle \;\int \limits _{\Omega _{2}}^{}\int \limits _{\Omega _{1}}^{}|f(x,y)|~\mathrm {d} \mu _{1}(x)~\mathrm {d} \mu _{2}(y)},
{\displaystyle \;\int \limits _{\Omega _{1}}^{}\int \limits _{\Omega _{2}}^{}|f(x,y)|~\mathrm {d} \mu _{2}(y)~\mathrm {d} \mu _{1}(x)}
existiert, dann existiert auch das andere, {\displaystyle f(x,y)} ist bezüglich des Produktmaßes integrierbar und es gilt:
{\displaystyle \;\int \limits _{\Omega _{1}\times \Omega _{2}}f~\mathrm {d} (\mu _{1}\otimes \mu _{2})=\int \limits _{\Omega _{2}}^{}\int \limits _{\Omega _{1}}^{}f(x,y)~\mathrm {d} \mu _{1}(x)~\mathrm {d} \mu _{2}(y)=\int \limits _{\Omega _{1}}^{}\int \limits _{\Omega _{2}}^{}f(x,y)~\mathrm {d} \mu _{2}(y)~\mathrm {d} \mu _{1}(x).}

## Folgerungen
Durch komponentenweise Betrachtung ergibt sich sofort, dass der Satz von Fubini nicht nur für reellwertige Funktionen, sondern entsprechend auch für Funktionen mit Werten in endlichdimensionalen reellen Vektorräumen gilt. Da der Körper {\displaystyle \mathbb {C} } der komplexen Zahlen ein zweidimensionaler {\displaystyle \mathbb {R} }-Vektorraum ist, gilt der Satz von Fubini ebenso für komplexwertige Funktionen oder Funktionen mit Werten in endlichdimensionalen {\displaystyle \mathbb {C} }-Vektorräumen.

### Stochastik
Mithilfe des Satzes von Fubini kann man folgende Identitäten beweisen, die zum Beispiel Anwendung in der Stochastik finden.
- Sei {\displaystyle f:\ [a,b]\times [a,b]\longrightarrow \mathbb {R} } Lebesgue-integrierbar,  dann gilt:

{\displaystyle \int \limits _{a}^{b}{\Biggl (}\int \limits _{a}^{y}f(x,y)~\mathrm {d} x~{\Biggr )}\mathrm {d} y=\int \limits _{a}^{b}{\Biggl (}\int \limits _{x}^{b}f(x,y)~\mathrm {d} y~{\Biggr )}\mathrm {d} x.}
- Sei {\displaystyle f:\ \mathbb {R} \longrightarrow \mathbb {R} } Lebesgue-integrierbar,  dann folgt induktiv:

{\displaystyle \int \limits _{0}^{x}{\Biggl (}\int \limits _{0}^{x_{1}}\dots \int \limits _{0}^{x_{n-2}}{\Biggl (}\int \limits _{0}^{x_{n-1}}f(x_{n})\mathrm {d} x_{n}{\Biggr )}\mathrm {d} x_{n-1}\dots \mathrm {d} x_{2}{\Biggr )}\mathrm {d} x_{1}={\frac {1}{(n-1)!}}\int \limits _{0}^{x}(x-t)^{n-1}f(t)\mathrm {d} t.}
Dies ist die Cauchy-Formel für mehrfache Integration.

### Faltung zweier Funktionen
Zudem liefert der Satz einen einfachen Beweis der Wohldefiniertheit der Faltung zweier Funktionen:
Seien {\displaystyle f,g} aus dem {\displaystyle {\mathcal {L}}^{1}(\mathbb {R} ^{n},\mathbb {C} )}-Raum. {\displaystyle \lambda } bezeichne das Lebesgue-Maß. Definiere die Funktion
{\displaystyle F\colon (\mathbb {R} ^{n})^{2}\to \mathbb {C} },  {\displaystyle (x,y)\mapsto f(y)g(x-y)}.
Dann gilt
{\displaystyle \int _{\mathbb {R} ^{n}}\int _{\mathbb {R} ^{n}}|F(x,y)|\,\mathrm {d} \lambda (x)\,\mathrm {d} \lambda (y)=\int _{\mathbb {R} ^{n}}\left(\int _{\mathbb {R} ^{n}}|g(x-y)|\,\mathrm {d} \lambda (x)\right)|f(y)|\,\mathrm {d} \lambda (y)=\left(\int _{\mathbb {R} ^{n}}|f|\,\mathrm {d} \lambda \right)\cdot \left(\int _{\mathbb {R} ^{n}}|g|\,\mathrm {d} \lambda \right)=\lVert f\rVert _{1}\cdot \lVert g\rVert _{1}\in \mathbb {R} }.
Also existiert gemäß Fubini-Tonelli auch das Integral
{\displaystyle \int _{\mathbb {R} ^{n}}\int _{\mathbb {R} ^{n}}|f(y)g(x-y)|\,\mathrm {d} \lambda (y)\,\mathrm {d} \lambda (x)}
und ist gleich dem obigen Integral.
Insbesondere sind die (messbaren) Funktionen {\displaystyle F_{x}\colon \mathbb {R} ^{n}\to \mathbb {C} }, {\displaystyle y\mapsto F(x,y)} für fast jedes {\displaystyle x\in \mathbb {R} ^{n}} absolut integrierbar. Also ist die Faltung der Funktionen {\displaystyle f} und {\displaystyle g}, gegeben durch
{\displaystyle (f*g)(x):=\int _{\mathbb {R} ^{n}}F_{x}(y)\,\mathrm {d} \lambda (y)},
wohldefiniert.
Zudem ist die Funktion {\displaystyle f*g} auch in {\displaystyle {\mathcal {L}}^{1}(\mathbb {R} ^{n},\mathbb {C} )} enthalten, und es gilt {\displaystyle \lVert f*g\rVert _{1}\leq \lVert f\rVert _{1}\cdot \lVert g\rVert _{1}}.

## Exemplarische Anwendung

### Arkussinusintegral
Das Arkussinusintegral ist eine nicht elementare Funktion. Aber das Arkussinusintegral weist elementare Funktionswerte auf. Zur Ermittlung dieser Werte integriert man die Ableitung des Arkussinusintegrals, welche der Kardinalisierte Arkussinus ist. Und dementsprechend ist das Arkussinusintegral exakt die ursprüngliche Stammfunktion des kardinalisierten Arkussinus. Für die Integration dieser Funktion dient der Satz von Fubini als Schlüssel, welcher das Integral mittels Austausch der Integrationaparameter aufschließt. Denn auf richtige Weise angewendet führt der Satz von Fubini direkt zu einer auf elementare Weise integrierbaren Stammfunktion, welche bei folgender Formel in einem royalen Cyanton eingeblendet ist:
{\displaystyle \operatorname {Si} _{2}(1)=\int _{0}^{1}{\frac {1}{x}}\arcsin(x)\,\mathrm {d} x={\color {blue}\int _{0}^{1}}{\color {green}\int _{0}^{1}}{\frac {{\sqrt {1-x^{2}}}\,y}{(1-x^{2}y^{2}){\sqrt {1-y^{2}}}}}\,{\color {green}\mathrm {d} y}\,{\color {blue}\mathrm {d} x}=}
{\displaystyle ={\color {green}\int _{0}^{1}}{\color {blue}\int _{0}^{1}}{\frac {{\sqrt {1-x^{2}}}\,y}{(1-x^{2}y^{2}){\sqrt {1-y^{2}}}}}{\color {blue}\,\mathrm {d} x}{\color {green}\,\mathrm {d} y}=\int _{0}^{1}{\frac {\pi \,y}{2{\sqrt {1-y^{2}}}(1+{\sqrt {1-y^{2}}}\,)}}\,\mathrm {d} y=}
{\displaystyle ={\color {RoyalBlue}{\biggl \{}{\frac {\pi }{2}}\ln {\bigl [}2{\bigl (}1+{\sqrt {1-y^{2}}}\,{\bigr )}^{-1}{\bigr ]}{\biggr \}}_{y=0}^{y=1}}={\frac {\pi }{2}}\ln(2)}

### Dirichletsche Etafunktion
Die Dirichletsche Reihe definiert die Dirichletsche Etafunktion so:
{\displaystyle \eta (s)=\sum _{n=1}^{\infty }{\frac {(-1)^{n-1}}{n^{s}}}=1-{\frac {1}{2^{s}}}+{\frac {1}{3^{s}}}-{\frac {1}{4^{s}}}+{\frac {1}{5^{s}}}-{\frac {1}{6^{s}}}\pm \cdots }
Der Wert η(2) ergibt π²/12 und dies kann mit dem Satz von Fubini bewiesen werden:
{\displaystyle \eta (2)=\sum _{n=1}^{\infty }(-1)^{n-1}{\frac {1}{n^{2}}}=\sum _{n=1}^{\infty }\int _{0}^{1}(-1)^{n-1}{\frac {1}{n}}{x}^{n-1}\,\mathrm {d} x=\int _{0}^{1}\sum _{n=1}^{\infty }(-1)^{n-1}{\frac {1}{n}}{x}^{n-1}\,\mathrm {d} x=\int _{0}^{1}{\frac {1}{x}}\ln(x+1)\,\mathrm {d} x}
Das Integral vom Produkt aus Kehrwertfunktion und Logarithmus Naturalis von der Nachfolgerfunktion ist polylogarithmisch beschaffen und hat keine elementar darstellbare Stammfunktion. Aber der Satz von Fubini schließt dieses Integral auf eine kombinatorische Weise auf, indem bei einer Bilanz aus gebrochen rationalen Funktionen mit Brüchen aus linearen und quadratischen Nennern die Doppelintegration mit dem Satz von Fubini durchgeführt wird:
{\displaystyle \int _{0}^{1}{\frac {1}{x}}\ln(x+1)\,\mathrm {d} x={\color {blue}\int _{0}^{1}}{\color {green}\int _{0}^{1}}{\frac {4}{3(x^{2}+2xy+1)}}+{\frac {2x}{3(x^{2}y+1)}}-{\frac {1}{3(xy+1)}}\,{\color {green}\mathrm {d} y}\,{\color {blue}\mathrm {d} x}=}
{\displaystyle ={\color {green}\int _{0}^{1}}{\color {blue}\int _{0}^{1}}{\frac {4}{3(x^{2}+2xy+1)}}+{\frac {2x}{3(x^{2}y+1)}}-{\frac {1}{3(xy+1)}}\,{\color {blue}\mathrm {d} x}\,{\color {green}\mathrm {d} y}=\int _{0}^{1}{\frac {2\arccos(y)}{3{\sqrt {1-y^{2}}}}}\,\mathrm {d} y=}
{\displaystyle ={\color {RoyalBlue}{\biggl [}{\frac {\pi ^{2}}{12}}-{\frac {1}{3}}\arccos(y)^{2}{\biggr ]}_{y=0}^{y=1}}={\frac {\pi ^{2}}{12}}}
Die hier in royalem Cyanton eingeblendete ursprüngliche Stammfunktion führt direkt zum Werte von η(2) hin:
{\displaystyle \eta (2)={\frac {\pi ^{2}}{12}}}